# Campeonato Baiano 2008
In 2008 werd het 104de Campeonato Baiano gespeeld voor voetbalclubs uit de Braziliaanse staat Bahia. De competitie werd gespeeld van 9 januari tot 4 mei en werd georganiseerd door de FBF. Vitória werd kampioen.

## Eerste fase
| Plaats | Club                    | Wed. | W  | G  | V  | Saldo | Ptn. |
| ------ | ----------------------- | ---- | -- | -- | -- | ----- | ---- |
| 1.     | Bahia                   | 22   | 15 | 5  | 2  | 38:13 | 50   |
| 2.     | Vitória da Conquista    | 22   | 15 | 3  | 4  | 45:26 | 48   |
| 3.     | Vitória                 | 22   | 13 | 3  | 6  | 50:28 | 42   |
| 4.     | Itabuna                 | 22   | 9  | 8  | 5  | 34:32 | 35   |
| 5.     | Atlético de Alagoinhas  | 22   | 10 | 4  | 8  | 33:28 | 34   |
| 6.     | Colo Colo               | 22   | 10 | 4  | 8  | 25:22 | 34   |
| 7.     | Ipitanga                | 22   | 8  | 4  | 10 | 32:35 | 28   |
| 8.     | Feirense                | 22   | 7  | 7  | 8  | 30:28 | 28   |
| 9.     | Camaçari                | 22   | 5  | 7  | 10 | 27:39 | 22   |
| 10.    | Fluminense de Feira (1) | 22   | 4  | 10 | 8  | 30:35 | 16   |
| 11.    | Poções                  | 22   | 3  | 4  | 12 | 17:42 | 13   |
| 12.    | Juazeiro                | 22   | 2  | 3  | 17 | 20:53 | 9    |

 (1): Fluminense kreeg zes strafpunten
|  | Geplaatst voor tweede |
|  | Degradatie            |

## Tweede fase
| Plaats | Club                 | Wed. | W | G | V | Saldo | Ptn. |
| ------ | -------------------- | ---- | - | - | - | ----- | ---- |
| 1.     | Vitória              | 6    | 3 | 1 | 2 | 16:13 | 10   |
| 2.     | Bahia                | 6    | 3 | 1 | 2 | 11:8  | 10   |
| 3.     | Vitória da Conquista | 6    | 2 | 2 | 2 | 12:14 | 8    |
| 4.     | Itabuna              | 6    | 2 | 0 | 4 | 8:12  | 6    |

|  | Kampioen |

### Kampioen
| Campeonato Baiano de 2008 |
| ------------------------- |
| VITÓRIA 24° Titel         |